# René Hanriot

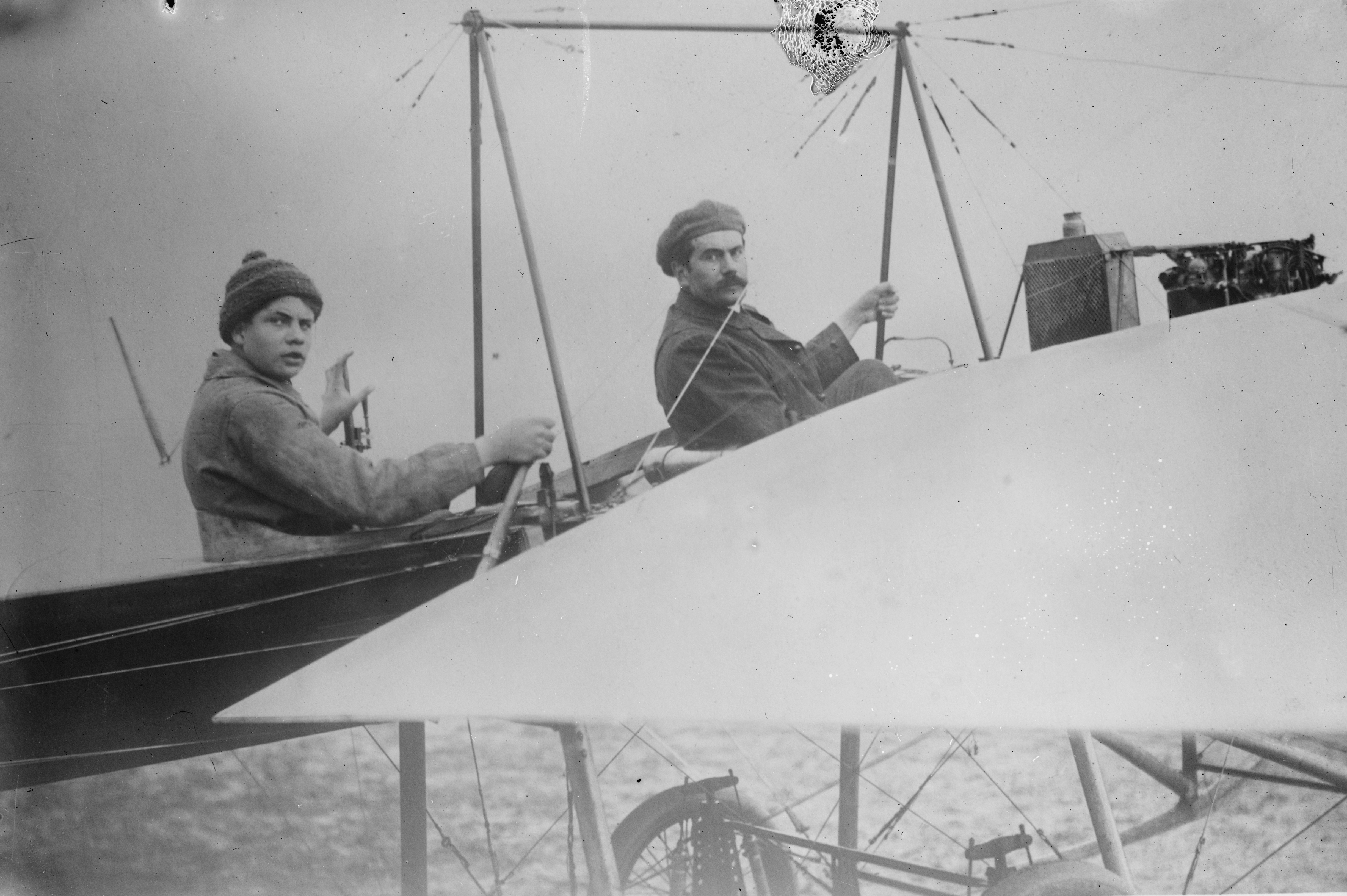
René Hanriot à direita e seu filho Marcel à esquerda.

René Hanriot (✰ Vaite, 11 de junho de 1867;  ✝ Carrières-sur-Seine, 07 de novembro de 1925) foi um famoso piloto de automóveis além de pioneiro da aviação e industrial  francês.

## Histórico
René Hanriot era um homem de negócios em Châlons. Apaixonado por corridas de automóveis, participou da Corrida Paris-Madri. Em 1094, ele obteve o recorde de velocidade nesse percurso com 128 km/h. Seu copiloto era seu filho Marcel, que aos 13 anos já pilotava o carro do pai a velocidades de mais de 100 km/h.
Em 1908, seu interesse pela aviação foi despertado, e ele comprou um monoplano Antoinette em maio. Como ao final daquele ano, seu avião ainda não havia sido entregue, ele decidiu construir um ele mesmo.
Em fevereiro do 1909, ele fundou a Société Anonyme des Appareils d'Aviation Hanriot, com capital de 500.000 francos. Era apenas um hangar em Châlons, mas que lhe serviu de estúdio e oficina.
Entre o final de 1909 e 1911, a empresa experimentou grande sucesso, abrindo escolas de pilotagem na França e na Inglaterra e vendendo mais de cem aviões.
Em 1912, a Appareils d'Aviation Hanriot entrou em processo de falência, e foi assumida por Alfred Ponnier e mudando de nome. Nessa época, René voltou a trabalhar com vendas dos automóveis Grégoire.
Quando a Primeira Guerra teve início, as instalações da sua antiga empresa caíram nas mãos dos alemães. Com isso, René Hanriot criou uma nova empresa, a Aéroplanes Hanriot et Cie, para produzir aviões Sopwith 1½ Strutter sob licença, e em 1915, contratou um excelente engenheiro, Pierre Dupont.
Em 1916, o primeiro modelo próprio desenhado por Dupont, foi um estrondoso sucesso, permitindo a René expandir a empresa que ao final de 1917 já havia produzido mais de 5.000 aviões.
Depois da Guerra, René se mudou para Paris, criando mais duas escolas de aviação. Em 1924 ele mudou a sede da empresa para Carrières-sur-Seine. René Hanriot morreu subitamente em 7 de novembro de 1925.
Seu filho, Marcel Hanriot (1894-1961), o sucedeu no comando da empresa, e permaneceu como diretor até 1938. A Hanriot se tornou muito importante estrategicamente, e começou a ser nacionalizada em 1936, sendo absorvida mais tarde pela Société Nationale de Constructions Aéronautiques du Centre.  